# Jaidlbach
Der Jaidlbach ist ein einen Kilometer langer Gebirgsbach im Ort Zeiringgraben, der das gleichnamigen Tals durchfließt und in den Zeiringbach mündet.